# Сіґурд Аґрелль
Пер Сіґруд Аґрелль (16 січня 1881, Вермланд — 19 квітня 1937, Лунд) — шведський поет, перекладач, знавець рун і викладач слов'янознавства в Лундському університеті.

## Життя та внесок
У шістнадцять років Аґрелль почав писати вірші, поки ходив до школи в Еребру. Середню освіту він здобув у латинській школі в Норрмальмі, яку закінчив у 1898 році. Тоді він вступив в Уппсальський університет, який закінчив у 1907 році з ліценціатом. Потім він продовжив свою академічну кар'єру в Лундському університеті, де у 1908 році почав писати докторську роботу про вид у польській мові. У 1909 році став доктором наук і одержав посаду доцента в університеті. Перекладав твори російських поетів і письменників, зокрема в 1925 році закінчив роботу над перекладом роману Льва Толстого «Анна Кареніна».
У 1921 році Аґрелль став професором слов'янознавства.
Він був одружений з Анною Ельвірою Остерман. Їхній син Ян Аґрелль був військовим психологом, а Івар Аґрелль — зоологом.
Аґрелль був першим, хто розрізняв поняття виду дієслова та роду дії.

## Вибрані праці
- Aspektänderung und Aktionsartbildung beim polnischen Zeitworte. Ein Beitrag zum Studium der indogermanischen Präverbia und ihrer Bedeutungsfunktionen. (Зміна виду та побудова родів дії з обставинами часу в польській мові. Внесок до вивчення індоєвропейських прадієслів і їхніх функціональних значень) В: Acta Universitatis Lundensis. Том 4, № 2, 1908 (дисертація).
- Intonation und Auslaut im Slavischen. (Інтонація та кінцеві звуки в складах у слов'янських мовах) 1913.
- Zur slavischen Lautlehre. (Про слов'янську фонетичну систему) 1915.
- Slavische Lautstudien. (Слов'янська фонетика) 1917.
- Runornas talmystik och dess antika förebild. 1927.
- Rökstenens chiffergåtor och andra runologiska problem. 1930 (runeberg.org).
- Senantik mysteriereligion och nordisk runmagi: en inledning i den nutida runologiens grundproblem. 1931.
- Lapptrummor och runmagi: tvenne kapitel ur trolldomsväsendets historia. 1934 (runeberg.org).
- Die pergamenische Zauberscheibe und das Tarockspiel. 1936.
- Die Herkunft der Runenschrift. (Походження письма рунів) 1938.